# Х'єль Магне Бунневік
Х'єль Магне Бунневік (норв. Kjell Magne Bondevik; нар. 3 вересня 1947) — норвезький лютеранський пастор і політик. Племінник норвезького політика Х'єля Бунневіка.

## Життєпис
У 1997–2000 і в 2001–2005 обіймав посаду прем'єр-міністра Норвегії.
У 1973–2005 був представником Християнської народної партії в Стортингу. Був лідером цієї партії впродовж 12 років.
У січні 2006 заснував The Oslo Centre — організацію, що займається дотриманням прав людини та міжрелігійної толерантності, а також виступає за мир у всьому світі.
У березні 2015 відвідав Україну на запрошення Національного демократичного інституту як президент Центру миру та прав людини в Осло. Мета візиту — зустрітися з українськими політичними та громадськими діячами, поділитися досвідом міжінституційної співпраці.